# 金柱赫
金柱赫（1972年10月3日—2017年10月30日），韓國男演員。他毕业于东国大学戏剧电影系。1998年SBS第8期公開選拔演員。父親為演員金茂生，母親金義淑，曾於節目中透露母親是世宗大學校花。2017年10月30日因交通事故去世，享年45歲，其出殯儀式於2017年11月2日上午在首爾峨山醫院舉行。

## 感情生活
和同年的女演員金志秀合作電視劇《飄流愛情》時發展出戀情，2003年開始交往。2008年底，金柱赫上節目宣傳新戲《情定泰勒瓦》時，還曾透漏有想結婚的念頭，但是兩人卻在2009年悄然結束了6年戀情。
2012年6月，通過電視劇《武神》與同劇女演員金奎吏發展為戀人關係，交往一年後分手。
2016年12月13日被爆與小17歲女星李宥英合拍電影《戀你非你》假戲真做陷愛河，甜蜜約會吃冷麵，雙方經紀公司也證實戀情，表示2人已低調交往2個月。

## 逝世
2017年10月30日下午4點20分（UTC+9）左右，金柱赫駕車於首爾特別市江南區三成洞I'PARK社區前的道路發生交通事故，座駕追撞一輛現代汽車後衝撞至人行道，隨後墜下約十階I-PARK社區階梯，車輛側面翻轉後起火燃燒，警方獲報後派出消防車及救護車到場，救護人員立刻將金柱赫送醫進行搶救，但金柱赫仍於下午6時30分（UTC+9）宣告不治，享年45歲。遭金柱赫追撞的現代汽車司機表示，遭追撞後曾看到駕駛座的金柱赫緊抓左胸口，且醫護人員初步調查發現金柱赫可能在事故前有心肌梗塞現象，疑似是駕車過程中心臟病發作，導致操作失控發生憾事。
10月31日，相關單位公布金柱赫的初步驗屍報告，指出頭部重創為金柱赫的致命死因，但是否因為相關藥物或心臟疾病導致意外，還需進一步調查釐清。

## 演出作品

### 電視劇
- 1998年：SBS《寫陰天的信》
- 1999年：SBS《KAIST》
- 2000年：MBC《愛情有什麼道理》
- 2002年：SBS《情敵》飾演 閔泰勛
- 2002年：SBS《飄流愛情》
- 2005年：SBS《布拉格戀人》飾演 崔尚炫
- 2008年：SBS《情定泰勒瓦》飾演 姜泰民
- 2012年：MBC《武神》飾演 金俊
- 2013年：MBC《龜巖許浚》飾演 許浚
- 2015年：tvN《請回答1988》飾演 崔澤（中年時期）
- 2017年：tvN《Argon》飾演 金百鎮

### 電影
- 2001年：《Say Yes》
- 2002年：《YMCA棒球隊》
- 2003年：《單身》
- 2004年：《洪班長》飾演 洪班長
- 2005年：《光植的弟弟光泰》
- 2005年：《青燕》
- 2006年：《不需要愛情的夏天》飾演 朱利安
- 2008年：《我的花心老婆》飾演 盧德勳
- 2010年：《方子傳》飾演 方子
- 2011年：《與敵同寢》
- 2011年：《戀愛拼圖》
- 2011年：《鬥魂》
- 2011年：《Couples》
- 2015年：《愛上變身情人》飾演 金禹鎮
- 2016年：《按讚情人》飾演 鄭成燦
- 2016年：《追兇倒數十五日》飾演 鐘燦
- 2016年：《你自己和你的（朝鲜语：당신자신과 당신의 것）》
- 2017年：《機密同盟》飾演 車奇成
- 2017年：《石造邸宅殺人事件》飾演 南斗鎮
- 2018年：《興夫（朝鲜语：흥부_(영화)）》飾演 趙赫
- 2018年：《屍落之城》飾演 世子
- 2018年：《信徒》飾演 陳河霖(遺作)

### MV
- 2003年：The Jun《只是》（與金泰希、李莞）

### 綜藝節目
- Saturday Night Live Korea：Season 1 Ep1
- Running Man：Ep61、62、65
- 兩天一夜：Season 3 Ep 1 - 101
- 拜托了冰箱：Ep 66-67

## 獲獎
- 2005年：SBS演技大賞－最優秀演技賞（布拉格戀人）、十大明星獎
- 2006年：第42屆百想藝術大賞－放送部門 最優秀男子演技賞（布拉格戀人）
- 2008年：第29屆青龍電影獎－最佳情侶獎（我的花心老婆）
- 2014年：KBS演藝大賞－Show娛樂部門最佳新人男子獎（兩天一夜）
- 2015年：KBS演藝大賞－綜藝部門最佳藝能人獎（兩天一夜）
- 2017年：第1屆 The Seoul Awards（朝鲜语：더 서울어워즈）－電影部門 最佳男配角獎（機密同盟）
- 2018年：第55屆大鐘獎－最佳男配角獎（信徒）、特別獎
- 2018年：第39屆青龍電影獎－最佳男配角獎（信徒）
- 2019年：第55屆百想藝術大獎－電影部門 男子配角獎（信徒）

## 腳註
1. ↑  .   [2014-06-02]. （原始内容存档于2020-04-04）.
2. ↑  金柱赫、金智秀 6年戀情驚爆分手 （页面存档备份，存于） 新浪
3. ↑  金柱赫金奎麗1年戀情告吹 稱因忙碌日程 （页面存档备份，存于） bnt News
4. ↑  金池河. . 韓星網. 2016-12-13  [2017-10-05]. （原始内容存档于2019-07-01）.（繁體中文）
5. ↑  . 東網. 2017-10-30  [2017-10-30]. （原始内容存档于2019-07-01）.
6. ↑  . TVBS新聞. 2017-10-30  [2017-10-30]. （原始内容存档于2019-07-01）.
7. ↑  . 蘋果日報 (台灣). 2017-10-30  [2017-10-30]. （原始内容存档于2019-07-01）.
8. ↑  . 中國時報. 2017-10-30  [2017-10-31]. （原始内容存档于2019-07-01）.
9. ↑  . 中國時報. 2017-10-31  [2017-10-31]. （原始内容存档于2019-07-01）.

## 外部連結
- Namooactors經紀公司的Facebook專頁

- 經紀公司Namoo Actors個人網頁 （页面存档备份，存于）
- 金柱赫的X（前Twitter）